# Męczenięta
Męczenięta (biał. Манчаняты; ros. Манченяты) – wieś na Białorusi, w obwodzie witebskim, w rejonie postawskim, w sielsowiecie Nowosiółki.
Nazwa dawniej używana – Mienczyniata, Mienczynięta.

## Historia
W czasach zaborów ówczesne dobra w granicach Imperium Rosyjskiego.
W dwudziestoleciu międzywojennym wieś leżała w Polsce, w województwie wileńskim, w powiecie duniłowickim (od 1926 postawskim), w gminie Mańkowicze (od 1927 gmina Hruzdowo) a następnie w gminie Łuczaj.
Według Powszechnego Spisu Ludności z 1921 roku zamieszkiwało tu 95 osób, 15 było wyznania rzymskokatolickiego, 64 staroobrzędowego a 3 mojżeszowego. Jednocześnie 94 mieszkańców zadeklarowało białoruską przynależność narodową a 1 inną. Było tu 18 budynków mieszkalnych. W 1931 w 16 domach zamieszkiwało 85 osób.
Miejscowość należała do parafii rzymskokatolickiej i prawosławnej w Postawach. Podlegała pod Sąd Grodzki w Postawach i Okręgowy w Wilnie; właściwy urząd pocztowy mieścił się w Łuczaju.
W 1938 roku miejscowość należała do gromady Męczenięta gminy Łuczaj.
Po agresji ZSRR na Polskę w 1939 roku wieś znalazła się w granicach BSRR. W latach 1941–1944 była pod okupacją niemiecką. Następnie leżała w BSRR. Od 1991 roku w Republice Białorusi.